# Stanislav Hudec
Stanislav Hudec (* 3. června 1982, Nitra) je bývalý slovenský hokejový obránce.

## Hráčská kariéra
S hokejem začínal v jeho rodném městě v oddělení pro mládež v HK Nitra, za seniorský A tým stihl debutovat ještě před stěhováním do severní Ameriky, v ročníku 1999/2000 odehrál devět zápasů za mateřský tým, který hrával 1. ligu. V devíti zápasech si připsal gól a dvě asistence. V létě 2000 byl draftován CHL Import draftu do juniorské soutěže QMJHL týmem Chicoutimi Saguenéens celkově z 55. místa. Dva a půl roku strávil v Chicoutimi Saguenéens, v průběhu sezóny 2002/03 se vrátil do své vlasti, dohodl se na kontraktu s klubem MHC Martin hrající slovenskou extraligu. V MHC Martin hrával do roku 2004.
Od roku 2004 do roku 2007 působil v české nejvyšší soutěži, hrával za slezský klub HC Vítkovice Steel. Ročník 2007/08 začínal v Ruskem týmu Viťaz Čechov z ruské Superligy, sezonu ale dokončil ve Švýcarskem celku EHC Basel, který ke konci sezony sestoupil z National League A. Návrat do české extraligy uskutečnil v roce 2008, dohodl se na smlouvě s klubem HC Plzeň 1929. Po 40 odehraných zápasů, ve kterých nasbíral jednu branku a šest asistencí, se v lednu 2009 přesunul do hlavního kádru HC Sparta Praha výměnou za českého brankáře Jana Cháberu. Se Spartou ke konci sezony 2008/09 vybojoval bronzové medaile. Ve sparťanském klubu dlouho nesetrval, v říjnu 2009 byl vyměněn za slovenského obránce René Vydarený z HC České Budějovice. V Českých Budějovicích ale nedokončil sezonu, vrátil se do vlasti, konkrétně do HC Slovan Bratislava. Se Slovanem Bratislavou dokráčel v ročníku 2009/10 až do finále playoff, ve kterém nestačili nad týmem HC Košice.
Před sezonou 2010/11 přišel na zkoušku k českému týmu HC Oceláři Třinec, ve kterém přesvědčil trenéry o svých kvalitách a dohodl se s nimi na jednoleté smlouvě.  S Třineckými Oceláři vybojoval historický první titul mistra české extraligy, pro sebe rovněž první zlatá medaile z ligy. V Třinci nakonec strávil dva roky. Návrat do mateřského týmu HK Nitra uskutečnil v sezoně 2012/13. V Nitře však odehrál pouze pět zápasů, přesunul se do italské soutěže, ve které hrával za tým SG Cortina. Ani v Cortina nedokončil sezonu, na konci ledna 2013 posílil Pardubický celek.  Další zahraniční angažmá odehrál ve francouzském týmu Rouen Hockey Élite 76, za které odehrál šest zápasů. Poté se přesunul do Polské nejvyšší soutěže, s KH Sanok se nakonec radovali z titulu mistra polské ligy. V roce 2014 se opět vrátil do vlasti, dohodl se na smlouvě s týmem MsHK DOXXbet Žilina, se kterým bojovali v baráži o udržení v nejvyšší domácí soutěži. V následující sezoně 2015/16 přešel do týmu ŠHK 37 Piešťany. I s týmem ŠHK 37 Piešťany skončili na posledním místě a o pouhý jeden bod v baráži uhájili extraligovou příslušnost.
30. srpna 2016 se dohodl na roční smlouvě s třetiligovým německým celkem EHC Waldkraiburg, ve kterém však dlouho nezůstal. V polovině listopadu byla ukončená spolupráce s týmem.  Po novém roce si našel angažmá, s maďarským celkem Dunaújvárosi Acélbikák dokončil ročník 2016/2017 v Erste Liga.  V Erste Lize se objevil ještě v následujícím ročníku, letní přípravu podstoupil v rumunském kádru HSC Csíkszereda pod hlavním trenérem Lea Gudase.  Csíkszereda se účastnil dvou soutěžních lig (Erste Liga a Liga Națională de hochei, která je domácí nejvyšší soutěž v Rumunsku). Na konci září 2017 odešel z klubu Csíkszereda, stihl odehrát pouze tři zápasy. Další zápasy v profesionálním hokeji již nepřidal a ukončil hráčskou kariéru.

## Ocenění a úspěchy
- 2006 ČHL/SHL – Utkání hvězd české a slovenské extraligy

## Prvenství
- Debut v ČHL - 17. září 2004 (HC Lasselsberger Plzeň proti HC Vítkovice Steel)
- První asistence v ČHL - 26. září 2004 (Vsetínská hokejová proti HC Vítkovice Steel)
- První gól v ČHL - 26. září 2004 (Vsetínská hokejová proti HC Vítkovice Steel, českému brankáři Romanu Čechmánkovi)

## Klubová statistika
| Sezóna         | Klub                         | Soutěž         |     | Základní část | Základní část | Základní část | Základní část | Základní část |   | Play off | Play off | Play off | Play off | Play off |
| Sezóna         | Klub                         | Soutěž         | Z   | G             | A             | B             | TM            | Z             | G | A        | B        | TM       |          |          |
| 1999/2000      | MHC Nitra                    | 1.SHL          | 9   | 1             | 2             | 3             | 8             | —             | — | —        | —        | —        |          |          |
| 2000/2001      | Chicoutimi Saguenéens        | QMJHL          | 68  | 4             | 16            | 20            | 72            | 7             | 1 | 2        | 3        | 6        |          |          |
| 2001/2002      | Chicoutimi Saguenéens        | QMJHL          | 60  | 10            | 32            | 42            | 91            | 4             | 1 | 1        | 2        | 2        |          |          |
| 2002/2003      | Chicoutimi Saguenéens        | QMJHL          | 11  | 1             | 3             | 4             | 10            | —             | — | —        | —        | —        |          |          |
| 2002/2003      | MHC Martin                   | SHL            | 18  | 1             | 2             | 3             | 41            | 4             | 0 | 1        | 1        | 4        |          |          |
| 2003/2004      | MHC Martin                   | SHL            | 52  | 6             | 15            | 21            | 104           | —             | — | —        | —        | —        |          |          |
| 2004/2005      | HC Vítkovice Steel           | ČHL            | 46  | 5             | 1             | 6             | 50            | 12            | 2 | 3        | 5        | 12       |          |          |
| 2005/2006      | HC Vítkovice Steel           | ČHL            | 52  | 10            | 17            | 27            | 92            | 6             | 0 | 1        | 1        | 0        |          |          |
| 2006/2007      | HC Vítkovice Steel           | ČHL            | 32  | 3             | 2             | 5             | 82            | —             | — | —        | —        | —        |          |          |
| 2007/2008      | Viťaz Čechov                 | RSL            | 26  | 2             | 3             | 5             | 24            | —             | — | —        | —        | —        |          |          |
| 2007/2008      | EHC Basel                    | NLA            | 12  | 1             | 2             | 3             | 20            | —             | — | —        | —        | —        |          |          |
| 2008/2009      | HC Lasselsberger Plzeň       | ČHL            | 40  | 1             | 6             | 7             | 54            | —             | — | —        | —        | —        |          |          |
| 2008/2009      | HC Sparta Praha              | ČHL            | 8   | 1             | 0             | 1             | 28            | 8             | 0 | 1        | 2        | 6        |          |          |
| 2009/2010      | HC Sparta Praha              | ČHL            | 19  | 1             | 0             | 1             | 10            | —             | — | —        | —        | —        |          |          |
| 2009/2010      | HC Mountfield                | ČHL            | 7   | 0             | 0             | 0             | 8             | —             | — | —        | —        | —        |          |          |
| 2009/2010      | HC Slovan Bratislava         | SHL            | 9   | 0             | 3             | 3             | 12            | 15            | 2 | 5        | 7        | 46       |          |          |
| 2010/2011      | HC Oceláři Třinec            | ČHL            | 45  | 5             | 9             | 14            | 50            | 12            | 2 | 1        | 3        | 8        |          |          |
| 2011/2012      | HC Oceláři Třinec            | ČHL            | 40  | 1             | 4             | 5             | 26            | —             | — | —        | —        | —        |          |          |
| 2012/2013      | HK Nitra                     | SHL            | 5   | 0             | 1             | 1             | 39            | —             | — | —        | —        | —        |          |          |
| 2012/2013      | SG Cortina                   | LIHG           | 7   | 1             | 2             | 3             | 8             | —             | — | —        | —        | —        |          |          |
| 2012/2013      | HC ČSOB Pojišťovna Pardubice | ČHL            | 6   | 0             | 0             | 0             | 2             | —             | — | —        | —        | —        |          |          |
| 2013/2014      | Rouen Hockey Élite 76        | LM             | 6   | 0             | 2             | 2             | 12            | —             | — | —        | —        | —        |          |          |
| 2013/2014      | Ciarko PBS Bank Sanok        | PHL            | 8   | 6             | 5             | 11            | 2             | 10            | 1 | 1        | 2        | 4        |          |          |
| 2014/2015      | MsHK DOXXbet Žilina          | SHL            | 36  | 3             | 10            | 13            | 93            | —             | — | —        | —        | —        |          |          |
| 2015/2016      | ŠHK 37 Piešťany              | SHL            | 53  | 6             | 7             | 13            | 40            | —             | — | —        | —        | —        |          |          |
| 2016/2017      | EHC Waldkraiburg             | 3.Něm.         | 11  | 4             | 4             | 8             | 12            | —             | — | —        | —        | —        |          |          |
| 2016/2017      | Dunaújvárosi Acélbikák       | ErsteL.        | 7   | 3             | 5             | 8             |               | 7             | 2 | 2        | 4        | —        |          |          |
| 2017/2018      | HSC Csíkszereda              | ErsteL.        | 1   | 0             | 0             | 0             |               | —             | — | —        | —        | —        |          |          |
| 2017/2018      | HSC Csíkszereda              | LNdh           | 2   | 0             | 1             | 1             | 12            | —             | — | —        | —        | —        |          |          |
| Celkem v SHL   | Celkem v SHL                 | Celkem v SHL   | 173 | 16            | 38            | 54            | 329           | 19            | 2 | 6        | 8        | 50       |          |          |
| Celkem v QMJHL | Celkem v QMJHL               | Celkem v QMJHL | 139 | 15            | 51            | 66            | 173           | 11            | 2 | 3        | 5        | 8        |          |          |
| Celkem v ČHL   | Celkem v ČHL                 | Celkem v ČHL   | 295 | 27            | 39            | 66            | 402           | 38            | 4 | 6        | 10       | 32       |          |          |

## Turnaje v Česku
| Rok    | Tým                    | Liga         | Z | G | A | B | TM |
| ------ | ---------------------- | ------------ | - | - | - | - | -- |
| 2008   | HC Lasselsberger Plzeň | Tipsport Cup | 3 | 1 | 0 | 1 | 2  |
| 2009   | HC Sparta Praha        | Tipsport Cup | 1 | 0 | 0 | 0 | 2  |
| 2010   | HC Oceláři Třinec      | Tipsport Cup | 1 | 0 | 0 | 0 | 25 |
| Celkem | Celkem                 | Celkem       | 5 | 1 | 0 | 1 | 29 |

## Reprezentace
| Rok                    | Tým                    | Soutěž                 | Z  | G | A | B | TM |
| ---------------------- | ---------------------- | ---------------------- | -- | - | - | - | -- |
| 2000                   | Slovensko 18           | MS-18                  | 6  | 0 | 0 | 0 | 6  |
| 2002                   | Slovensko 20           | MSJ                    | 7  | 1 | 1 | 2 | 4  |
| Juniorská reprezentace | Juniorská reprezentace | Juniorská reprezentace | 13 | 1 | 1 | 2 | 10 |